# Xylopassaloides pterocavis
Xylopassaloides pterocavis là một loài bọ cánh cứng trong họ Passalidae. Loài này được Reyes-Castillo, Fonseca & Castillo miêu tả khoa học năm 1987.